# Elecciones presidenciales de Ecuador de 1984
Las elecciones presidenciales de Ecuador de 1984 constó de dos vueltas electorales, realizadas el domingo 29 de enero de 1984 y domingo 6 de mayo de ese mismo año. El vencedor de la primera vuelta fue Rodrigo Borja Cevallos de Izquierda Democrática con el 28.7% de los votos, pasando a la segunda vuelta con el candidato del Partido Social Cristiano León Febres-Cordero Ribadeneyra, quien obtuvo 27.2%. En la segunda vuelta resultó elegido presidente constitucional León Febres-Cordero Ribadeneyra con el 51,54% de los votos sucediendo así a Osvaldo Hurtado.

## Antecedentes
Luego de la inesperada muerte de Jaime Roldós, el vicepresidente Osvaldo Hurtado asumió el gobierno, manejándolo de una forma tecnocrática siguiendo los lineamientos del Fondo Monetario Internacional (FMI) favoreciendo a los sectores comerciales y empresariales del país, los cuales se encontraban en crisis, por lo que el gobierno efectuó un salvataje denominado "sucretización" que transformaba las deudas de las empresas de dólares a sucres. Esta medida fue muy impopular, provocando fuertes protestas y mucha oposición al gobierno de Hurtado. Mientras la política nacional se iba recomponiendo, forjándose nuevos liderazgos, desplazando en su mayoría a los veteranos actores políticos de la época del velasquismo. 
En el 29 de enero de 1984, se realizaron las elecciones presidenciales, se candidatearon 9 binomios presidenciales. En la segunda vuelta, el 6 de mayo de 1984, León Febres Cordero Ribadeneyra gana las elecciones con el 51,54% de los votos, por tres puntos de diferencia, obteniendo 1,381,709 votos, Rodrigo Borja Cevallos obtuvo 1,299,084 votos, el 48,46%.

### Precandidaturas retiradas
| Lista | Partido/Movimiento | Partido/Movimiento                  | Presidente             | Motivo                                              |
| ----- | ------------------ | ----------------------------------- | ---------------------- | --------------------------------------------------- |
| 2     |                    | Partido Liberal Radical Ecuatoriano | Jorge Zavala Baquerizo | Partido se une al Frente de Reconstrucción Nacional |
| 14    |                    | Frente Radical Alfarista            | Hugo Ordóñez           | Decisión personal                                   |

Fuente:

## Candidatos
Los siguientes fueron los candidatos a Presidente y Vicepresidente inscritos oficialmente en el Tribunal Supremo Electoral.
Se específica el partido, movimiento o alianza política que patrocinaron a los candidatos como fueron inscritos en el Tribunal Supremo Electoral, incluyendo además los partidos nacionales inscritos en el TSE que apoyaron las candidaturas, siendo estos ordenados de acuerdo al número de lista:
| Lista         | Partido / Movimiento | Partido / Movimiento | Presidente                            | Cargos importantes                            | Vicepresidente                       | Cargos Importantes                                  | Eslogan                  |
| ------------- | -------------------- | --- | ------------------------------------- | --------------------------------------------- | ------------------------------------ | --------------------------------------------------- | ------------------------ |
| 3             |                      | Partido Demócrata | Francisco Huerta Montalvo (PD)        | Alcalde de Guayaquil (1970)                   | Rodrigo Espinosa Bermeo (Ind.)       | Gerente del Banco Central del Ecuador (1974 - 1978) |                          |
| 4             |                      | Concentración de Fuerzas Populares | Ángel Duarte Valverde (CFP)           | Ministro de Agricultura (1969 - 1970)         | Luis Rosanía Dávila (Ind.)           | Empresario                                          |                          |
| 5             |                      | Democracia Popular | Julio César Trujillo Vásquez (DP)     | Diputado por Pichincha (1979 - 1984)          | Miguel Ángel Villacrés Medina (Ind.) | Presidente de la Cámara de Pequeños Industriales    |                          |
| 6 1 2 11 8 16 |                      | Frente de Reconstrucción Nacional: - Partido Social Cristiano - Partido Conservador Ecuatoriano - Partido Liberal Radical Ecuatoriano - Partido Nacionalista Revolucionario - Coalición Institucionalista Democrática - Federación Nacional Velasquista | León Febres-Cordero Ribadeneyra (PSC) | Diputado Nacional (1979 - 1984)               | Blasco Peñaherrera Padilla (PLRE)    | Ministro de Gobierno (1968)                         | "Pan, Techo y Empleo"    |
| 9             |                      | Frente Amplio de Izquierda | René Maugé Mosquera (FADI)            | Secretario del Partido Comunista del Ecuador  | Humberto Vinueza Rodríguez (FADI)    | Director de Reforma Agrícola (1973 - 1976)          |                          |
| 12 7          |                      | Izquierda Democrática Pueblo, Cambio y Democracia | Rodrigo Borja Cevallos (ID)           | Diputado Nacional (1979 - 1984)               | Aquiles Rigail Santistevan (PCD)     | Ministro de Trabajo (1980 - 1981)                   | "El Triunfo es de Todos" |
| 14            |                      | Frente Radical Alfarista | Jaime Aspiazu Seminario (FRA)         | Ministro de Economía y Finanzas (1970)        | Miguel Falconí Puig (FRA)            | Vicealcalde de Quito (1978 - 1982)                  |                          |
| 15            |                      | Movimiento Popular Democrático | Jaime Hurtado González (MPD)          | Diputado Nacional (1979 - 1984)               | Alfonso Yánez Montero (MPD)          | Presidente de la Unión Nacional de Educadores       |                          |
| 17            |                      | Partido Socialista Ecuatoriano | Manuel Salgado Tamayo (PSE)           | Presidente del Partido Socialista Ecuatoriano | Elías Sánchez Sánchez (PSE)          | Secretario del Partido Socialista Ecuatoriano       |                          |

## Sistema electoral
El presidente y vicepresidente de la República serán elegidos por mayoría absoluta de sufragios computados sobre el número total de votos válidos. Se entenderá por mayoría absoluta la mitad más uno de los votos válidos emitidos. Si en la primera vuelta ninguno de los binomios que compitan en la elección de presidente y vicepresidente de la República logrará mayoría absoluta, se realizará una segunda votación en la que se concretará la elección entre los dos binomios que hubieren alcanzado el mayor número de votos.

### Requisitos para ser Presidente[7]
Para ser presidente de la República se requiere ser ecuatoriano por nacimiento; estar en goce de los derechos de ciudadanía; tener 35 años de edad, por lo menos, al momento de la elección; estar afiliado a uno de los partidos políticos reconocidos legalmente; y, elegido por mayoría absoluta de sufragios, en votación directa, universal y secreta, conforme a la ley.
No puede ser elegido presidente de la República:
1. Quien haya ejercido la presidencia de la República.
2. Quien fuere pariente del Presidente de la República en ejercicio, dentro del cuarto grado de consanguinidad o segundo de afinidad
3. Quien haya ejercido la vicepresidencia de la República en el período inmediatamente anterior a la elección
4. Quien sea ministro o secretario de Estado al tiempo de la elección o seis meses antes de esta
5. Quien sea miembro activo de la Fuerza Pública o lo hubiere sido seis meses antes de la elección
6. Quien sea ministro o religioso de cualquier culto
7. Quien personalmente o como representante de personas jurídicas tenga contrato en el Estado
8. Quien sea representante legal de compañías extranjeras

## Campaña Electoral
La campaña durante las elecciones de 1984 se centró en proponer soluciones a la crisis económica que vivía el país, la falta de empleo, viviendo, la creciente pobreza en los sectores populares. Los candidatos a la presidencia fueron: 

### León Febres-Cordero Ribadeneyra-Frente de Reconstrucción Nacional
León Febres-Cordero Ribadeneyra, ingeniero guayaquileño, que se desempeñó como diputado durante la presidencia de Roldós, cargo mediante el cual obtuvo popularidad y amplia cobertura mediática por sus interpelaciones durante el juicio político al Ministro de Gobierno del régimen de Roldós, Carlos Feraud, acusado de peculado en el caso conocido como "Las Muñecas de Trapo", por haber comprado en sobreprecio las muñecas para las familias de la policía nacional y con el juicio político al Gobernador del Guayas del régimen de Hurtado, Juan Pablo Moncagatta, acusado de peculado por el sobreprecio en la compra de la Isla Santay y expropiaciones en esta; durante la presidencia de Hurtado (1981-1984) presentó juicios políticos por el caso conocido como "Arroz con Gorgojo": aproximadamente 20.000 toneladas importadas de Tailandia por las que se pagaron 300 millones de sucres, de igual manera presentó otro juicio contra el ministro de Energía y Minas del régimen de Hurtado, Eduardo Ortega Gómez, acusado de peculado por el sobreprecio de las tarifas de la luz y la estrepitosa caída de los precios del petróleo por barril, además de la sucretización, las medidas económicas desatadas fluctuadas drásticamente en el gobierno de Hurtado, la devaluación del Sucre nuestra moneda, las deudas externas, las deudas privadas externas, las deudas públicas externas, los bonos de los dólares, el pago en dólares ante los acreedores internacionales, la deuda en dólares, entre otros. 
El PSC, partido de mayor influencia en la capital y la región sierra en ese momento, decidió candidatear al guayaquileño Febres Cordero, conformando una amplia coalición con casi todos los partidos de derecha incluido el de liberalismo radical de centro político, el de conservadurismo de derecha, el de republicanismo de derecha, el de populismo de derecha y los de nacionalismo y populismo ambos de centro político, llamada Frente de Reconstrucción Nacional, aunque en la papeleta electoral el frente fue representado únicamente por el PSC.
Su campaña se enfocó en prometer una mejor condición de vida de la ciudadanía a través de la recuperación económica por medio de una mayor inversión extranjera y mayor participación y confianza del gobierno en el sector privado. Sus lemas de campaña fueron "Pan, Techo y Empleo", "León: Decisión Nacional", "León Sí Se Puede", "Con León Sí Se Puede", "Pan, Techo y Empleo Vamos todos con León!", "Con León Sí Se Puede! Todos con León", "León: Hace lo que dice", "El ECUADOR es mi partido!", "Pan, Techo y Empleo León Sí se puede!", "La esperanza está de pie!", "Pan, Techo y Empleo! Con León... Sí Se Puede…", "Pan, Techo y Empleo: Sí Se Puede…", "Cuatro años más, no los aguanta nadie", "Sí Se Puede…", entre otros. En esta campaña se presentó su cuña musical más recordada basada en su lema "Unidos en un abrazo con León sí se puede", utilizando cuñas televisivas para representar esto. También en esta campaña se presentaron sus cuñas musicales más recordadas como son: "León: La Solución" compuesta e interpretada por Claudio Durán en el Lado A y "Hay que hacer como un León" también compuesta e interpretada por Claudio Durán en el Lado B en un disco LP de 45 revoluciones por minuto denominado "León Febres Cordero" el cual lanzó al mercado en 1983 y "León: Compañero Justiciero" al son de la melodía de "Amigo" del género balada interpretada por Roberto Carlos compuesta por Roberto Carlos y Erasmo Carlos bajo la adaptación escrita por el Dr. Armando Béjar, interpretada por Lan Ferrer y dirigida a cargo del arreglo y la dirección de Federico Lainez en un disco LP de 45 revoluciones por minuto denominado "Frente de Profesionales y Ejecutivos del Partido Social Cristiano" el cual lanzó al mercado en 1983.
En la segunda vuelta, Febres Cordero se enfocó en debatir y desprestigiar los proyectos de marco ideológico socialista de Borja, quien había ganado la primera vuelta, advirtiendo de los riesgos totalitarios de ese sistema de gobierno. Febres Cordero despuntó y garantizó su victoria en el debate televisivo, donde enfrentó fuertemente a Borja.

### Rodrigo Borja Cevallos-Izquierda Democrática
Rodrigo Borja Cevallos en su segundo intento de llegar a la presidencia por la Izquierda Democrática en alianza con el partido populista Pueblo, Cambio y Democracia, apoyado por la Acción Popular Revolucionaria Ecuatoriana. Luego del gobierno pro empresarial de Hurtado, el electorado empezó a tener mayor simpatía por las propuestas de reformas de corte social demócratas de Borja, empezando a tener mayor influencia la ID en la política nacional, partido joven todavía, lo cual le permitió ganar la primera vuelta. Su candidatura sufrió ante los incesantes ataques de Febres Cordero a su persona y su marco ideológico, no pudiendo combatir contra la imponente imagen del socialcristiano, perdiendo por pocos votos, dejando a la ID como la primera fuerza de oposición. Su eslogan de campaña fue "El Triunfo es de Todos".

## Sondeos a boca de urna

### Primera vuelta
| Fecha      | Encuesta | Rodrigo Borja Cevallos | León Febres-Cordero Ribadeneyra | Otros |
| ---------- | -------- | ---------------------- | ------------------------------- | ----- |
| 29/01/1984 | Cedatos  | 28.4%%                 | 27.5%                           | 44.1% |

### Segunda vuelta
| Fecha      | Encuesta | León Febres-Cordero Ribadeneyra | Rodrigo Borja Cevallos |
| ---------- | -------- | ------------------------------- | ---------------------- |
| 06/05/1984 | Cedatos  | 52.7%                           | 47.3%                  |

## Resultados
|  | 27.20 % |

|  | 51.54 % |

|  | 28.73 % |

|  | 48.46 % |

|  | 13.52 % |

|  | 7.33 % |

|  | 6.78 % |

|  | 6.64 % |

|  | 4.70 % |

|  | 4.26 % |

|  | 0.84 % |

|  | 100 % |

|  | 100 % |

### Resultados de la Primera Vuelta a nivel provincial
| Provincias       | Rodrigo Borja Cevallos | Rodrigo Borja Cevallos | León Febres-Cordero Ribadeneyra | León Febres-Cordero Ribadeneyra | Ángel Duarte | Ángel Duarte | Jaime Hurtado | Jaime Hurtado | Jaime Aspiazu | Jaime Aspiazu | Francisco Huerta Montalvo | Francisco Huerta Montalvo | Julio César Trujillo | Julio César Trujillo | René Maugé | René Maugé | Manuel Salgado | Manuel Salgado |
| Provincias       | Votos                  | %                      | Votos                           | %                               | Votos        | %            | Votos         | %             | Votos         | %             | Votos                     | %                         | Votos                | %                    | Votos      | %          | Votos          | %              |
| ---------------- | ---------------------- | ---------------------- | ------------------------------- | ------------------------------- | ------------ | ------------ | ------------- | ------------- | ------------- | ------------- | ------------------------- | ------------------------- | -------------------- | -------------------- | ---------- | ---------- | -------------- | -------------- |
| Azuay            | 47527                  | 41,87%                 | 23624                           | 20,81%                          | 4003         | 3,53%        | 8024          | 7,1%          | 4668          | 4,1%          | 11840                     | 10,43%                    | 6517                 | 5,7%                 | 5531       | 4,9%       | 1783           | 1,6%           |
| Bolívar          | 9264                   | 37,2%                  | 6405                            | 25,7%                           | 1207         | 4,8%         | 1121          | 4,5%          | 1285          | 5,2%          | 2065                      | 8,3%                      | 1992                 | 8%                   | 1398       | 5,6%       | 173            | 0,7%           |
| Cañar            | 16591                  | 47,2%                  | 6561                            | 18,7%                           | 1696         | 4,8%         | 2311          | 6,6%          | 1674          | 4,8%          | 2434                      | 6,9%                      | 1485                 | 4,2%                 | 2120       | 6%         | 251            | 0,7%           |
| Carchi           | 15357                  | 37,3%                  | 12185                           | 29,6%                           | 846          | 2,1%         | 2433          | 5,9%          | 1086          | 2,6%          | 2840                      | 6,9%                      | 4419                 | 10,74%               | 1559       | 3,8%       | 436            | 1,1%           |
| Chimborazo       | 32418                  | 35,6%                  | 12891                           | 14,1%                           | 8950         | 9,8%         | 10283         | 11,28%        | 5019          | 5,5%          | 5872                      | 6,4%                      | 4899                 | 5,4%                 | 7338       | 8,1%       | 3471           | 3,8%           |
| Cotopaxi         | 20657                  | 30%                    | 15434                           | 22,4%                           | 4013         | 5,8%         | 9583          | 13,9%         | 5937          | 8,6%          | 4119                      | 6%                        | 5581                 | 8,1%                 | 2785       | 4%         | 728            | 1,1%           |
| El Oro           | 36475                  | 34,6%                  | 19234                           | 18,3%                           | 17877        | 16,97%       | 12082         | 11,5%         | 9966          | 9,5%          | 1732                      | 1,6%                      | 3565                 | 3,4%                 | 3967       | 3,8%       | 425            | 0,4%           |
| Esmeraldas       | 13704                  | 28,9%                  | 8950                            | 18,9%                           | 7418         | 15,6%        | 4352          | 9,2%          | 1619          | 3,4%          | 2332                      | 4,9%                      | 4353                 | 9,2%                 | 4396       | 9,3%       | 322            | 0,7%           |
| Galápagos        | 932                    | 42,5%                  | 422                             | 19,2%                           | 146          | 6,7%         | 59            | 2,7%          | 309           | 14,08%        | 110                       | 5%                        | 137                  | 6,2%                 | 68         | 3,1%       | 11             | 0,5%           |
| Guayas           | 92253                  | 16,1%                  | 202902                          | 35,3%                           | 167862       | 29,2%        | 20401         | 3,6%          | 52243         | 9,1%          | 13059                     | 2,3%                      | 11533                | 2%                   | 11225      | 2%         | 2553           | 0,4%           |
| Imbabura         | 27982                  | 37,8%                  | 15384                           | 20,8%                           | 4442         | 6%           | 5842          | 7,9%          | 1634          | 2,2%          | 8218                      | 11,1%                     | 5309                 | 7,2%                 | 4539       | 6,1%       | 645            | 0,9%           |
| Loja             | 29460                  | 28,9%                  | 24270                           | 23,8%                           | 8362         | 8,2%         | 9620          | 9,4%          | 3461          | 3,4%          | 11634                     | 11,4%                     | 10615                | 10,4%                | 3783       | 3,7%       | 643            | 0,6%           |
| Los Ríos         | 24830                  | 31,1%                  | 25995                           | 32,6%                           | 8760         | 11%          | 3851          | 4,8%          | 8810          | 11%           | 1499                      | 1,9%                      | 2359                 | 3%                   | 3289       | 4,1%       | 419            | 0,5%           |
| Manabí           | 51414                  | 26,9%                  | 48510                           | 25,3%                           | 38345        | 20%          | 6507          | 3,4%          | 17457         | 9,1%          | 7721                      | 4%                        | 16396                | 8,6%                 | 4247       | 2,2%       | 830            | 0,4%           |
| Morona Santiago  | 6451                   | 44%                    | 644                             | 4,4%                            | 634          | 4,3%         | 715           | 4,9%          | 1744          | 11,9%         | 558                       | 3,8%                      | 3096                 | 21,1%                | 121        | 0,8%       | 702            | 4,8%           |
| Napo             | 8564                   | 38,8%                  | 2903                            | 13,1%                           | 4011         | 18,1%        | 2327          | 10,5%         | 1745          | 7,9%          | 577                       | 2,6%                      | 1265                 | 5,7%                 | 425        | 1,9%       | 283            | 1,3%           |
| Pastaza          | 2437                   | 33,6%                  | 1783                            | 24,6%                           | 273          | 3,8%         | 557           | 7,7%          | 455           | 6,3%          | 540                       | 7,5%                      | 315                  | 4,3%                 | 843        | 11,63%     | 43             | 0,6%           |
| Pichincha        | 158493                 | 32,2%                  | 142823                          | 29%                             | 15162        | 3,1%         | 42686         | 8,7%          | 24319         | 4,9%          | 59689                     | 12,1%                     | 15883                | 3,2%                 | 30070      | 6,1%       | 3651           | 0,7%           |
| Tungurahua       | 36617                  | 33%                    | 28472                           | 25,7%                           | 3957         | 3,6%         | 17794         | 16%           | 5764          | 5,2%          | 8220                      | 7,4%                      | 3073                 | 2,8%                 | 6168       | 5,6%       | 873            | 0,8%           |
| Zamora Chinchipe | 2901                   | 32,9%                  | 871                             | 9,9%                            | 433          | 4,9%         | 1262          | 14,3%         | 538           | 6,1%          | 1587                      | 18%                       | 998                  | 11,3%                | 198        | 2,2%       | 41             | 0,5%           |

### Resultados del balotaje a nivel provincial
| Provincias       | León Febres-Cordero Ribadeneyra | Rodrigo Borja Cevallos |
| ---------------- | ------------------------------- | ---------------------- |
| Azuay            | 35,2%                           | 64,8%                  |
| Bolívar          | 54,7%                           | 45,3%                  |
| Cañar            | 35,5%                           | 64,5%                  |
| Carchi           | 44,9%                           | 55,1%                  |
| Cotopaxi         | 47,4%                           | 52,6%                  |
| Chimborazo       | 33%                             | 67%                    |
| El Oro           | 40,7%                           | 59,3%                  |
| Esmeraldas       | 41,8%                           | 58,2%                  |
| Galápagos        | 46,7%                           | 53,3%                  |
| Guayas           | 68%                             | 32%                    |
| Imbabura         | 38,6%                           | 61,4%                  |
| Loja             | 43,9%                           | 56,1%                  |
| Los Ríos         | 54,8%                           | 45,2%                  |
| Manabí           | 55,3%                           | 44,7%                  |
| Morona Santiago  | 31,5%                           | 68,5%                  |
| Napo             | 34,9%                           | 65,1%                  |
| Pastaza          | 41,6%                           | 58,4%                  |
| Pichincha        | 46,7%                           | 53,3%                  |
| Tungurahua       | 50,7%                           | 49,3%                  |
| Zamora Chinchipe | 40,1%                           | 59,9%                  |

Fuente: